# Notropis aguirrepequenoi
Notropis aguirrepequenoi es una especie de peces de la familia de los Cyprinidae en el orden de los Cypriniformes.

## Morfología
Los machos pueden llegar alcanzar los 4,6 cm de longitud total.

## Hábitat
Es un pez de agua dulce. Habita en arroyos bajos y anchos de agua generalmente clara, sombreada, de riberas cortadas, con menos de 1 m de profundidad y entre 20 y 30 m de anchura en sustratos de arena o grava cubiertas de una capa fina de lodo y corrientes generalmente moderadas. La especie es más abundante a los 24 °C, pero tolera temperaturas de hasta 32 °C. La flora asociada puede estar ausente o ser abundante y se compone por Eleocharis en las orillas y Potamogeton común.

## Distribución geográfica
Se encuentran en México. Se distribuye hacia la mitad superior del río Soto la Marina en el estado de Tamaulipas.